# Lang Thíp
Lang Thíp là một xã thuộc huyện Văn Yên, tỉnh Yên Bái, Việt Nam.

## Địa lý
Xã Lang Thíp nằm ở phía huyện Văn Yên, có vị trí địa lý:
- Phía đông, tây và bắc giáp tỉnh Lào Cai
- Phía nam giáp xã Châu Quế Thượng và xã Lâm Giang.

Xã Lang Thíp có diện tích 75,89 km², dân số năm 1999 là 6.916 người, mật độ dân số đạt 91 người/km²..

## Lịch sử
Ngày 16 tháng 12 năm 1964, Chính phủ ban hành Quyết định số 177-CP, điều chỉnh xã Lang Thíp thuộc huyện Văn Bàn (nay thuộc tỉnh Lào Cai) về huyện Văn Yên mới thành lập.